# Џалалабад
Џалалабад је град у источном дијелу Авганистана, у близини ријеке Кабул. Административни је центар провинције Нангархар. Један је од најбитнијих центара транспорта и трговине (махом пољопривредних производа) на путу Кабул — Пешевар (Пакистан). 

## Историја
Основао га је падишах Могулског царства Акбар I 1570. године. У граду се налазе остаци будистичких структура из периода од 1. до 7. века.

## Галерија
- Пијаца у Џалалабаду
- Саобраћај у Џалалабаду